# Матуся Блум
Матуся Блум (босн. Matusja Blum; нар. 10 січня 1914, Кишинів, Бессарабська губернія — пом. 15 березня 1998, Сараєво) — югославська піаністка і музична педагогиня. Дружина Емеріка Блума, бізнесмена і мера Сараєво.

## Походження та навчання
Народилася в Кишиневі в єврейській родині і там же отримала початкову музичну освіту. Закінчила Празьку консерваторію (1939) у Вілема Курця і Яна Германа, в тому ж році оселилася в Сараєво. Під час нацистської окупації Югославії ховалася під підробленими документами в Сараєво і Мостарі.
У 1945—1948 році Матуся Блум викладала в Сараєвській середній музичній школі, в 1948—1952 році вона працювала в Белграді.

## Творчість
У 1955 році Матуся Блум була призначена на посаду професора фортепіано Сараєвської музичної академії. Крім того, в 1963—1967 та 1972—1976 роках вона обіймала посаду декана. Професором піаністка працювала до 1982 року.
Серед учнів Матусі Блум багато помітних югославських піаністів і педагогів, у тому числі Божена Грінер, Злата Малеш, Планінка Юришич-Атіч, Міланка Мішевич та інші.

## Родина
- Чоловік — Емерік Блум, бізнесмен і мер Сараєво.
- Син — Павло Блум.